# الفونسو سیلوا
الفونسو سیلوا (انگلیسی: Alfonso Silva; ۱۹ مارس ۱۹۲۶ – ۱۶ فوریهٔ ۲۰۰۷) بازیکن فوتبال اهل اسپانیا بود.
از باشگاه‌هایی که در آن بازی کرده‌است می‌توان به باشگاه فوتبال لاس پالماس و باشگاه فوتبال اتلتیکو مادرید اشاره کرد.